# La Tigrada
La Tigrada es una festividad tradicional que se celebra cada año en el mes de agosto, en torno al día 15, en Chilapa de Álvarez, Guerrero, México. Esta celebración combina elementos culturales prehispánicos con prácticas religiosas católicas, y su objetivo principal es la petición y el agradecimiento por la llegada de lluvias, así como la conmemoración de la Virgen de la Asunción.

## Historia
Los antecedentes de La Tigrada se encuentran en las creencias agrícolas de los pueblos originarios del actual estado de Guerrero, particularmente entre las comunidades nahuas y mixtecas. Desde tiempos precolombinos, estas sociedades realizaban rituales dedicados a deidades como Tláloc, dios de la lluvia, y Tepeyóllotl, una figura asociada con el jaguar y los elementos naturales como el trueno y la fertilidad. Durante estas ceremonias, los participantes utilizaban máscaras y vestimentas que representaban animales sagrados, especialmente el jaguar, considerado un mediador entre el mundo espiritual y el terrenal.
Con la llegada de los colonizadores, varios de estos rituales fueron transformados a través de un proceso de sincretismo religioso. En Chilapa de Álvarez, las antiguas prácticas agrícolas se integraron a las celebraciones católicas, particularmente a la festividad de la Virgen de la Asunción.

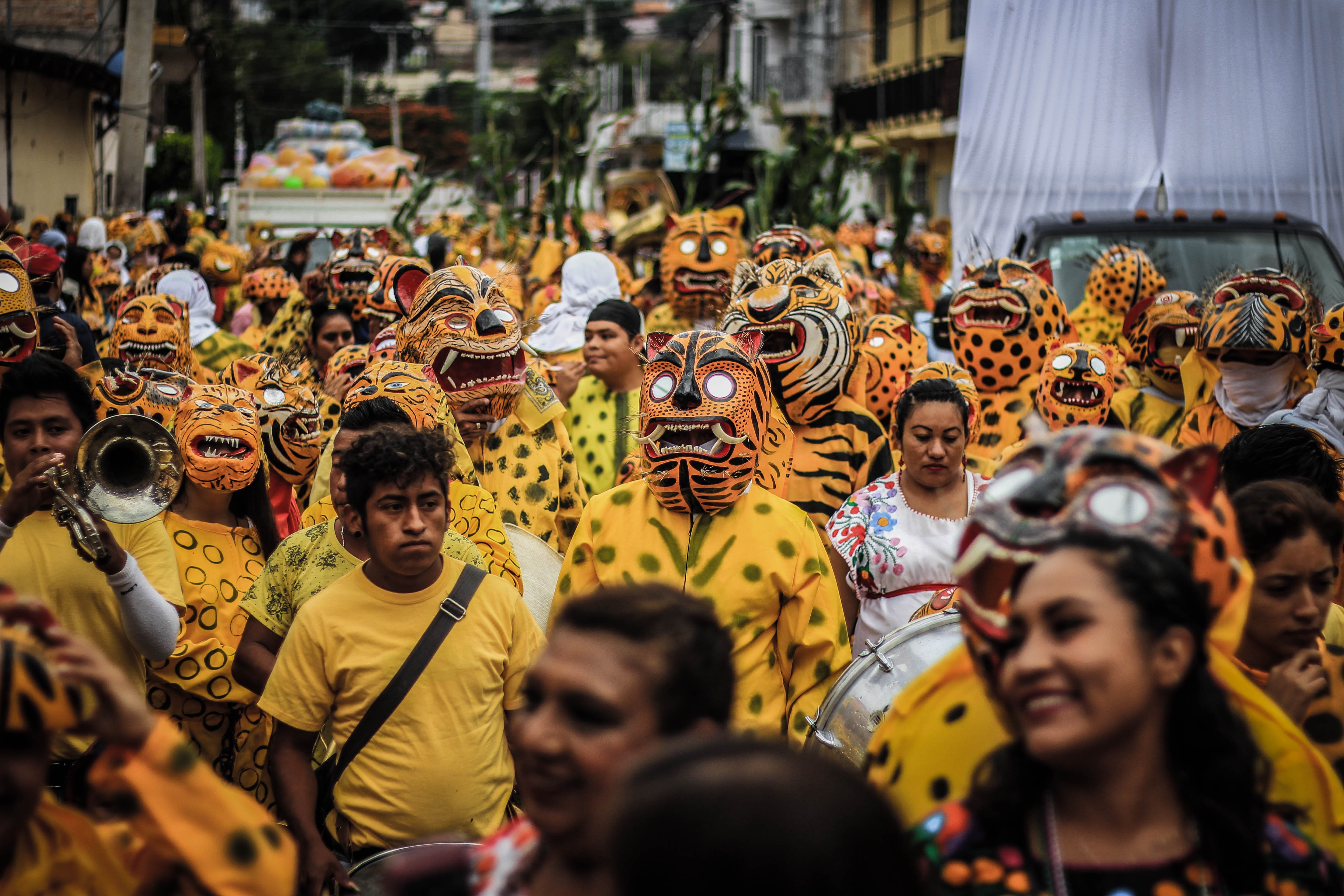
Gente festejando la Tigrada

Durante la década de 1980, el evento fue formalmente reconocido por el Ayuntamiento de Chilapa, integrándose al calendario cultural del municipio. Desde entonces, La Tigrada ha evolucionado hasta convertirse en una celebración de carácter institucional, que atrae tanto a habitantes locales como a visitantes nacionales e internacionales.

## Descripción
El evento principal de La Tigrada consiste en un desfile que recorre las calles de Chilapa de Álvarez. Los participantes visten trajes con motivos felinos, generalmente amarillos con rayas negras, y portan máscaras de madera decoradas con elementos como colmillos, espejos y pintura artesanal. Estas representaciones evocan al jaguar, figura central de la tradición.

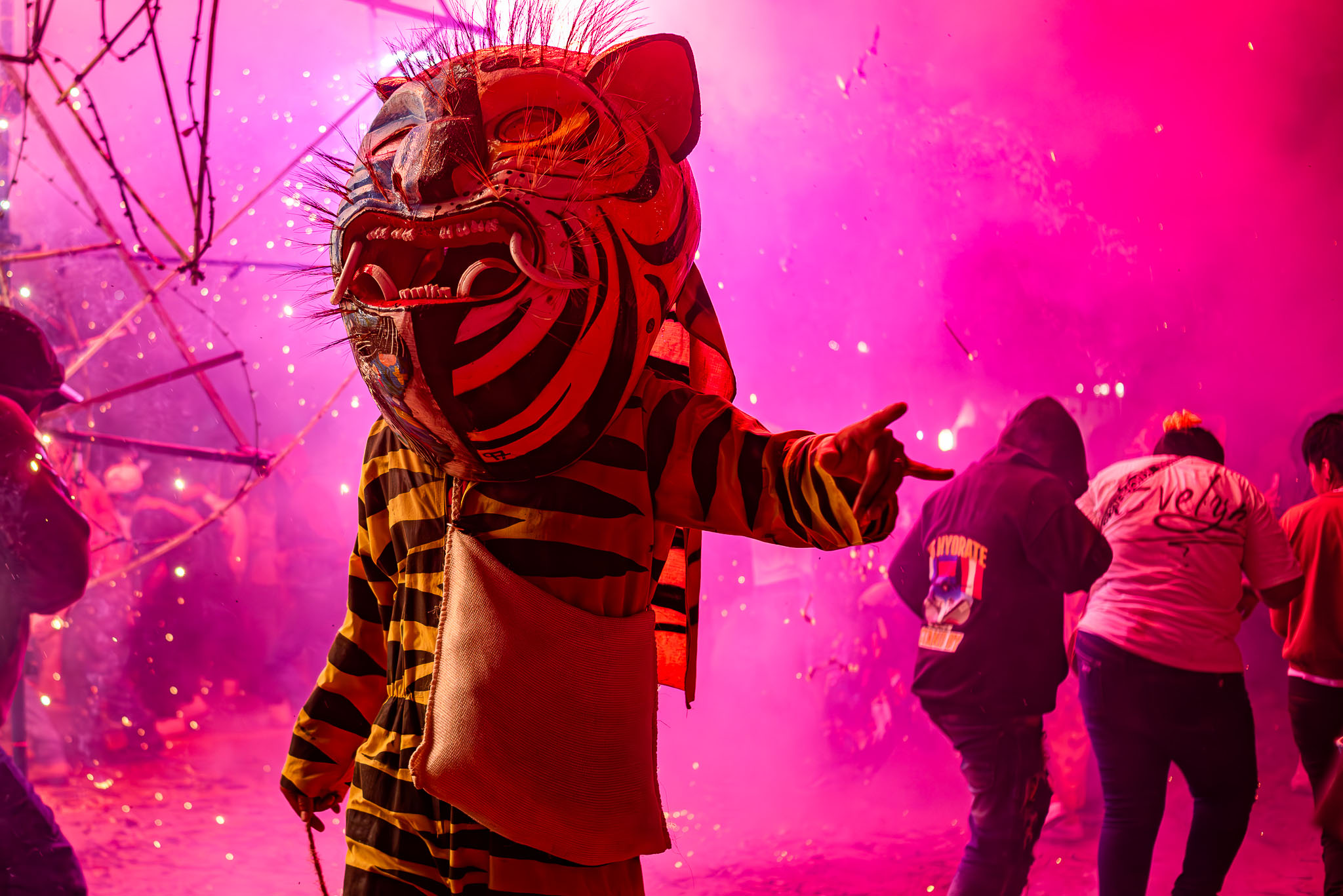
"Tigre"

Durante el recorrido, es común que los llamados "tigres" persigan simbólicamente a los asistentes, especialmente a niños. Quienes son alcanzados suelen recibir pequeñas penitencias festivas, como comer un chile verde. Además, se integran comparsas, agrupaciones musicales y danzantes provenientes de otras comunidades.
La jornada concluye con una verbena popular en el centro del municipio, en la que se ofrecen productos locales, comida típica, presentaciones musicales y actividades recreativas para la población y los visitantes.

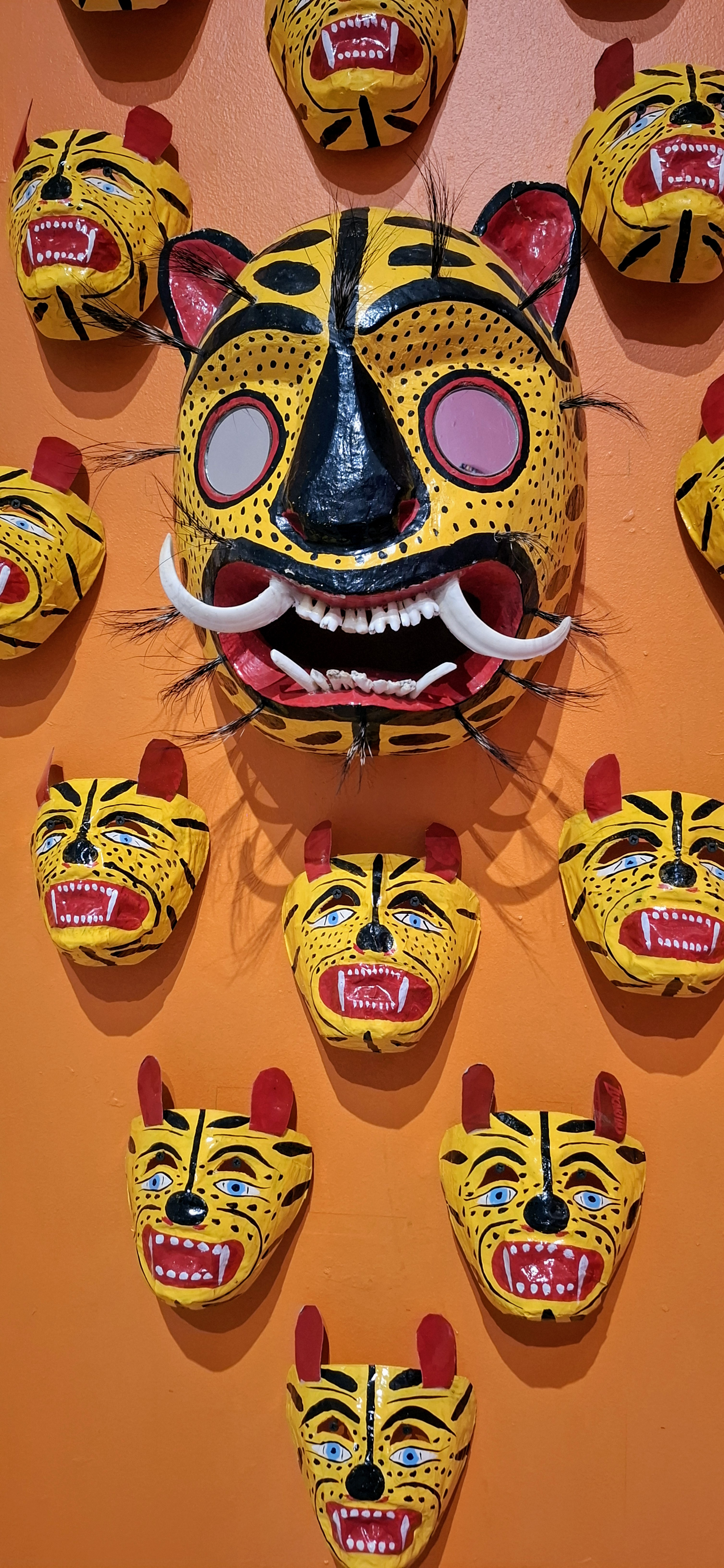
Detalles de las máscaras.

## Vestimenta
La vestimenta utilizada en La Tigrada incluye elementos con significados simbólicos profundos. Las máscaras de jaguar representan la fuerza y conexión con la naturaleza; los espejos, integrados en el diseño, se asocian con la protección espiritual. Las cadenas metálicas que arrastran los participantes producen un sonido que remite al trueno, reforzando la vinculación con la petición de lluvias.
El traje atigrado, fabricado por artesanos locales, evoca el poder y la fertilidad atribuidos al jaguar, además de rendir homenaje a las deidades mesoamericanas que forman parte del imaginario colectivo de la región.

## Reconocimientos
La Tigrada ha sido reconocida como una de las festividades más representativas del estado de Guerrero. Instituciones culturales estatales y municipales promueven la celebración como parte del patrimonio cultural intangible, debido a su relevancia histórica, social y artística.

A pesar de los retos derivados de la situación de violencia en la región, la comunidad ha mantenido viva esta tradición, considerándola una expresión de resiliencia cultural. La celebración también tiene un impacto positivo en la economía local, al fomentar el turismo y apoyar a los sectores artesanales y gastronómicos.

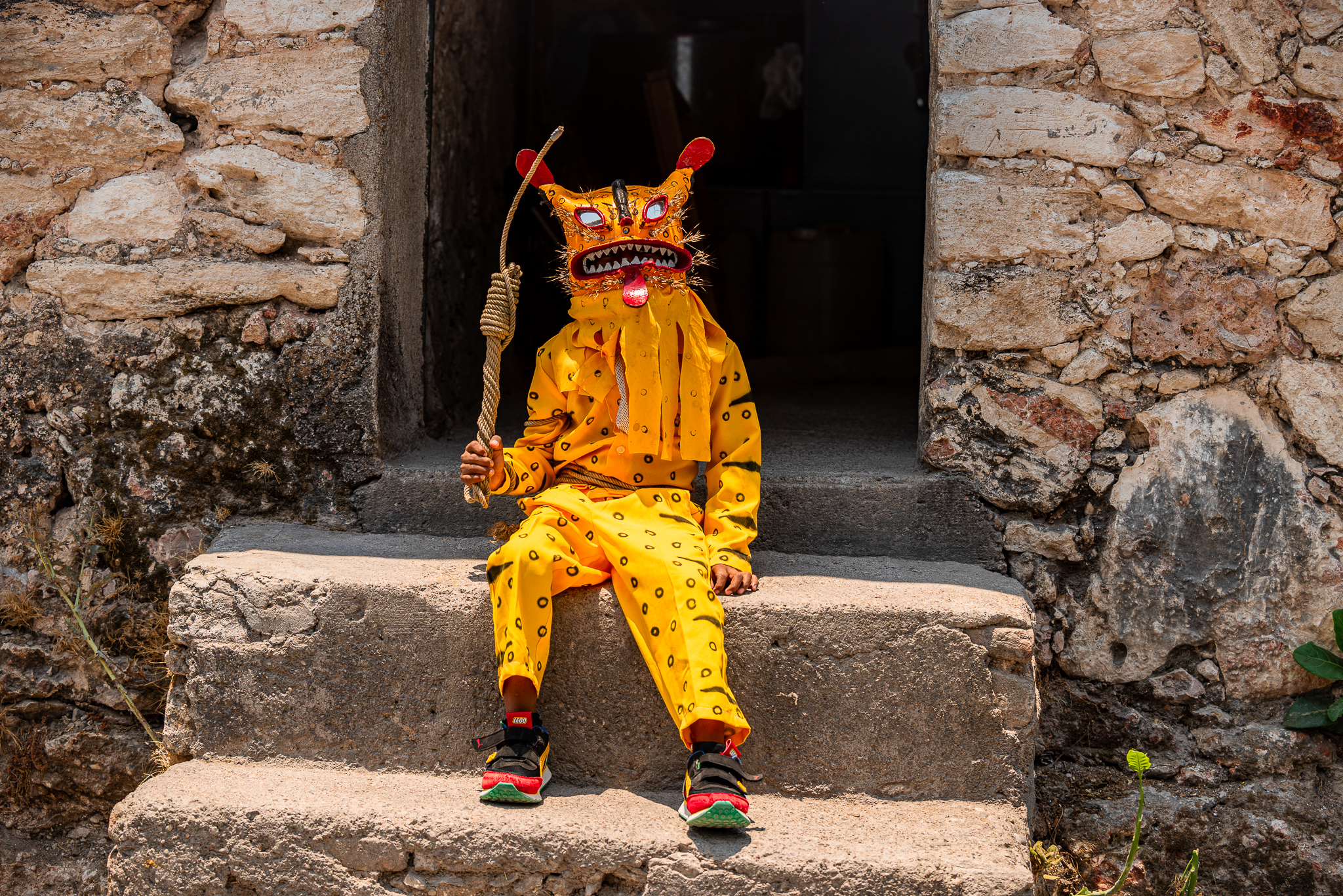
Niño con traje de la Tigrada
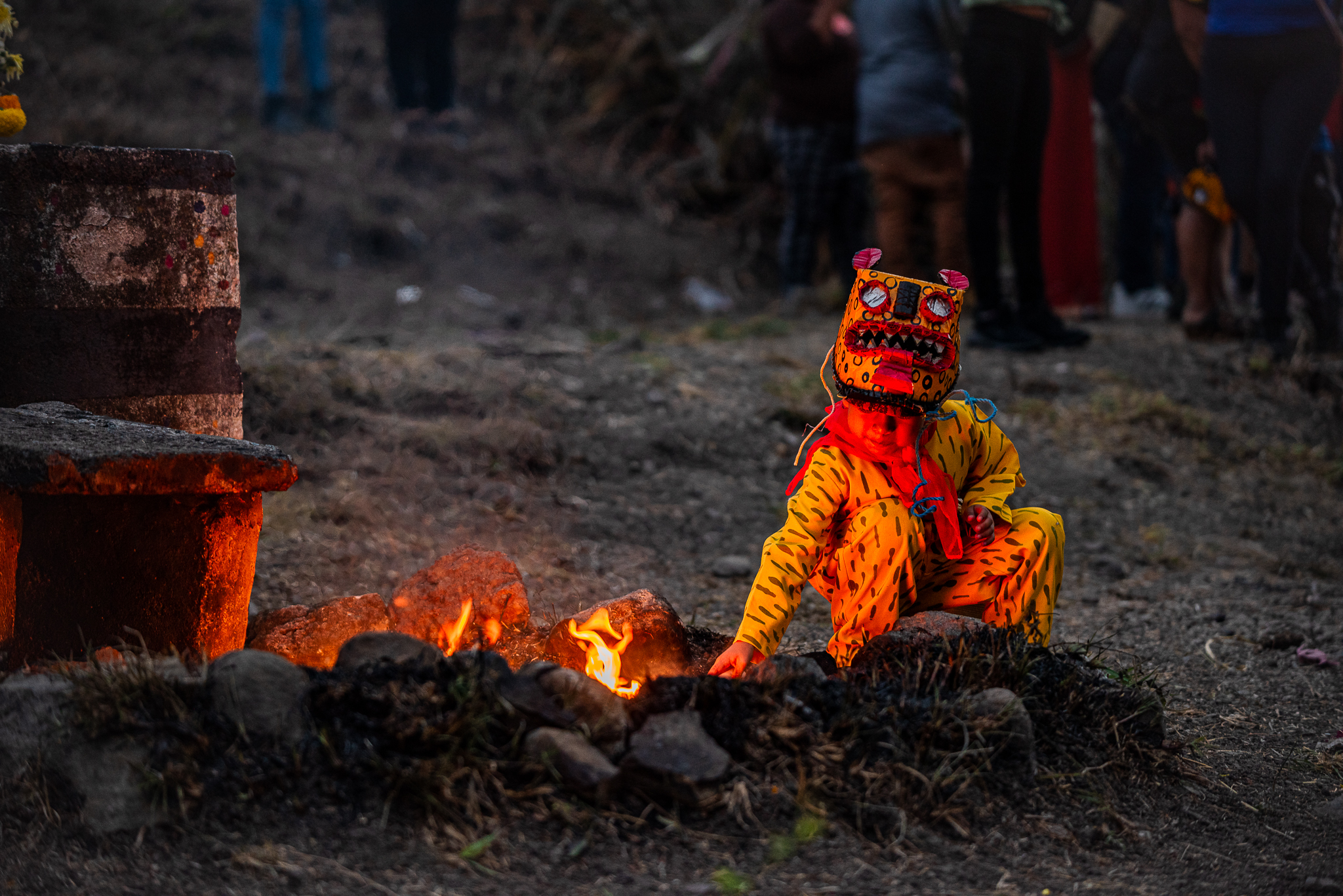
Ritual dentro de la Tigrada
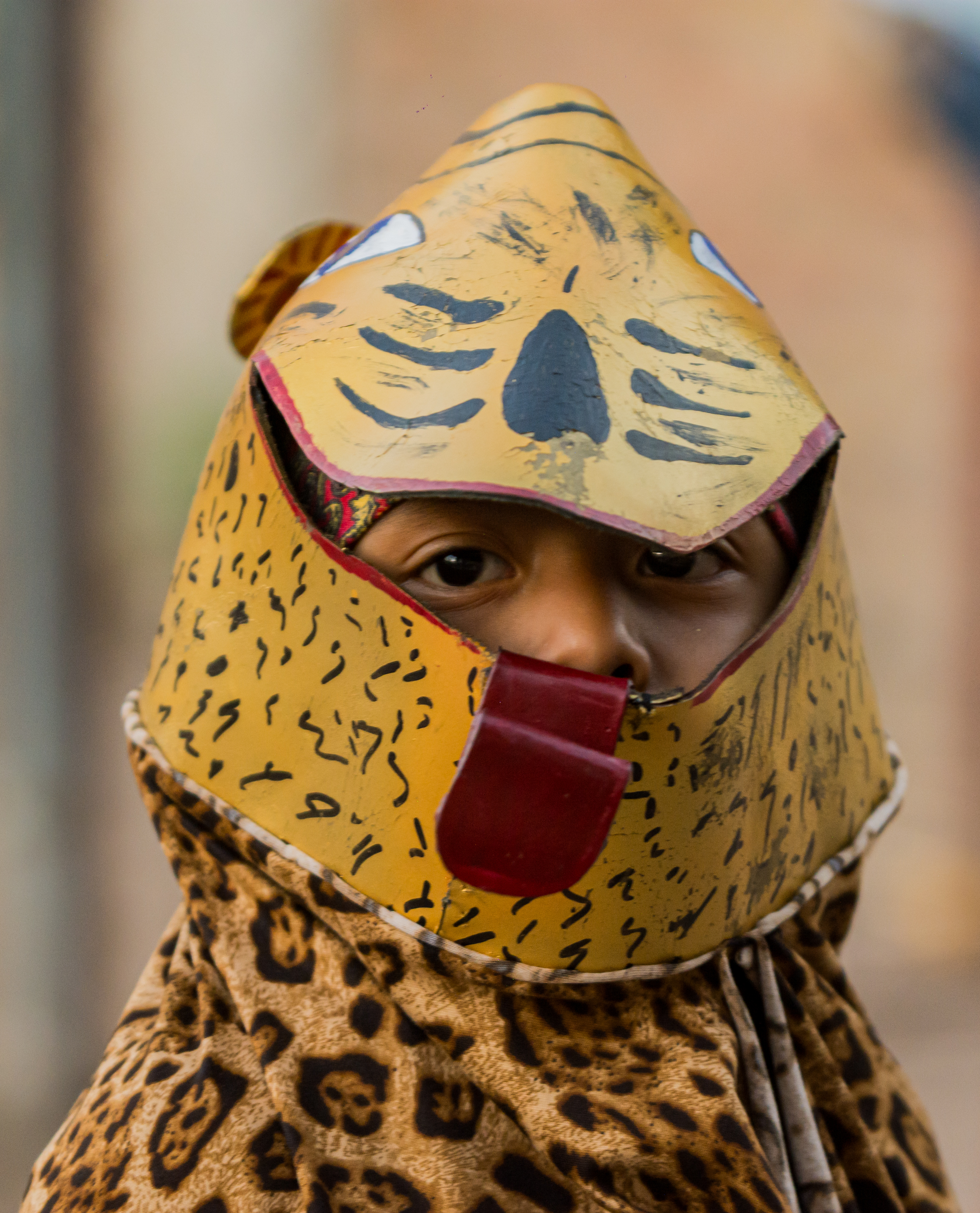
Niño participando
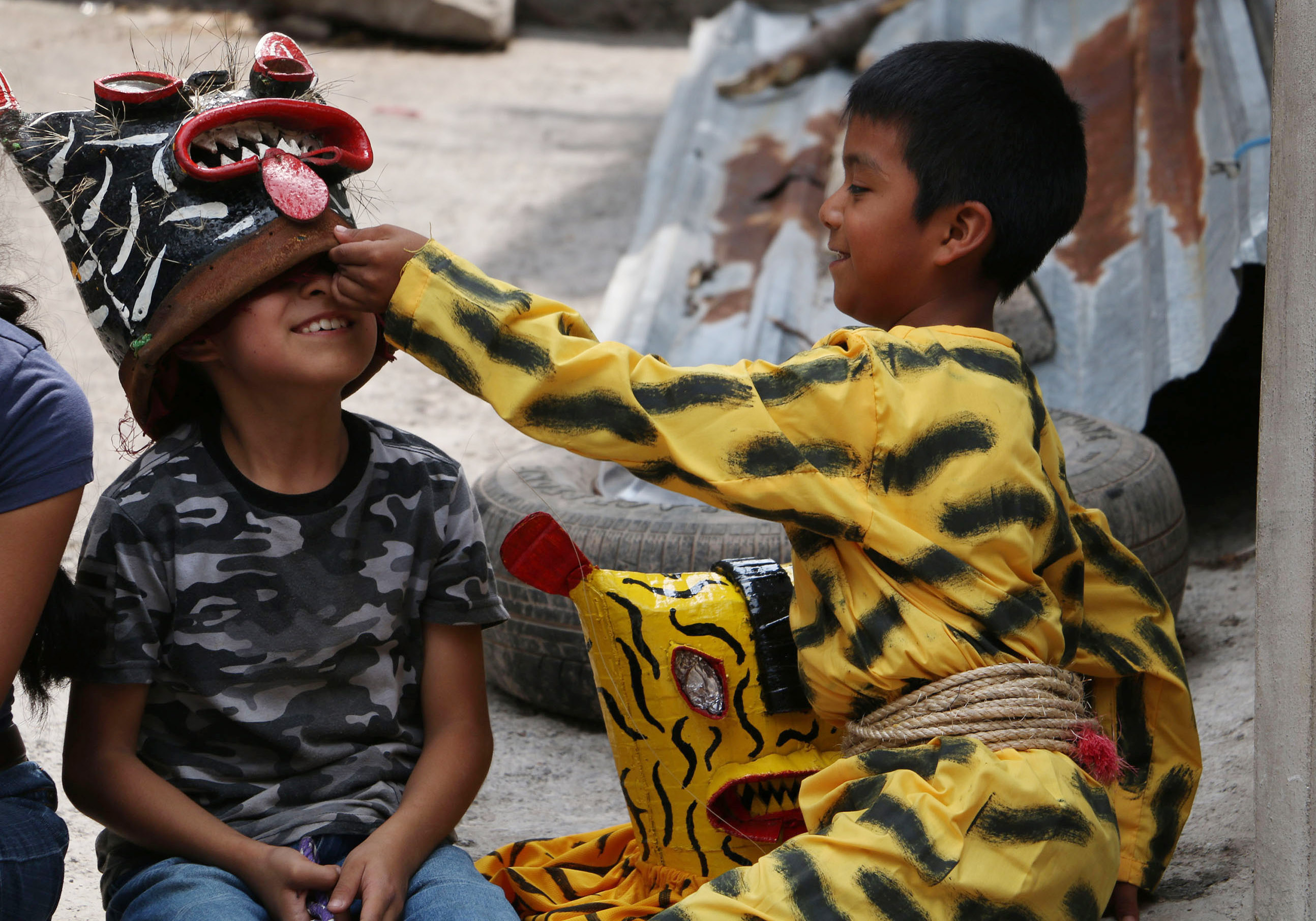
Niños en la petición de lluvias